# بنائية (علم النفس)

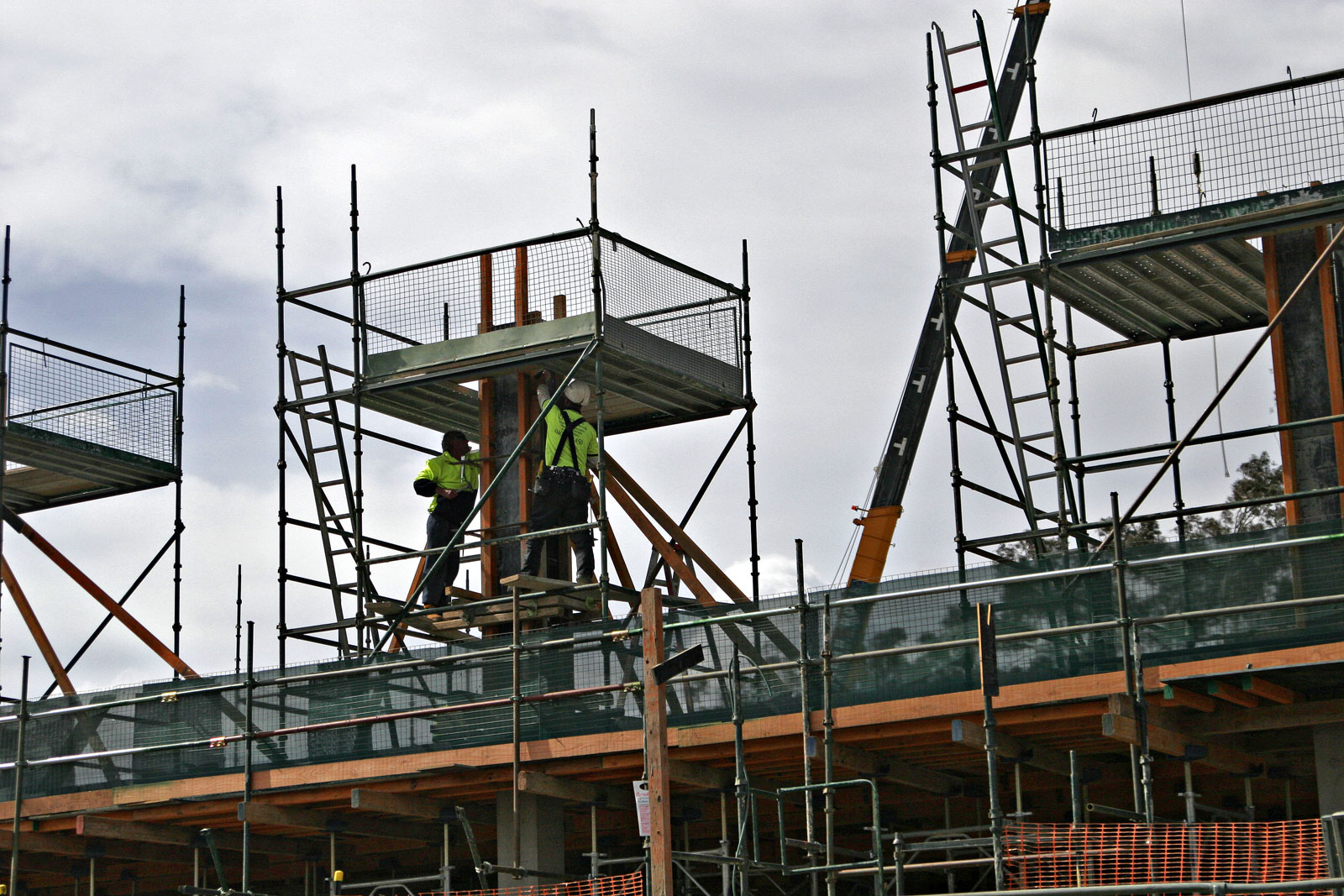

البنائية في علم النفس هي مدرسة أسسها العالم النفسي فيلهلم فونت (1875-1930)، والتي تعرّف علم النفس بأن وظيفته هو تحليل الخبرة الشعورية أو الوعي إلى عناصره الأساسية من أجل معرفة العلاقة بين هذه العناصر المختلفة، أي أن طريقة البحث هذه نفس الطريقة التي يستعملهل الكيميائي أو الفيزيائي في فحص ماهية طبيعة مكونات الخبرة الشعورية مثل الأحاسيس والمشاعر والخيالات.وهكذا ركزت المدرسة البنائية على دراسة موضوع الحس والإدراك في مجالات البصر والحس، ومن أجل ذلك استعملوا طريقة في البحث وهي الاستبطان والتي تعني التأصل/الملاحظة الذاتية لخبرة الفرد الذاتية.
و من الانتقادات الموجهة:
1. الإنسان وهو منفعل لا يستطيع أن يصف الخبرة الشعورية بصورة علمية.
2. الطلاب الذين أجريت عليهم التجارب كانوا يتدربون على هذه التجارب قبل أن تجري عليهم التجارب، مثلا كانوا يتعرضون لمثيرات سمعية (بأن نسمعهم نغمات مختلفة)